# Prealpi Bergamasche

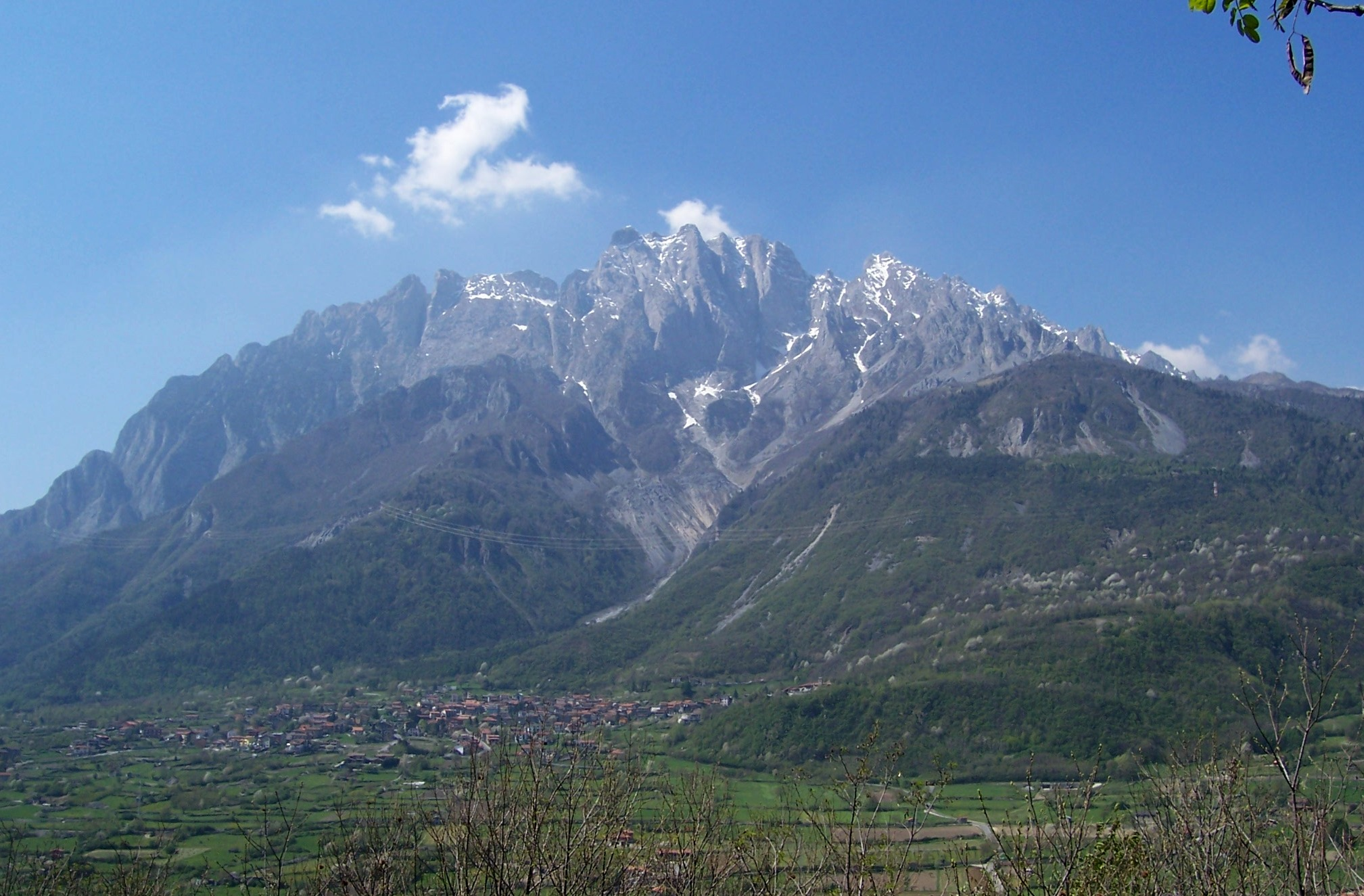
Concarena

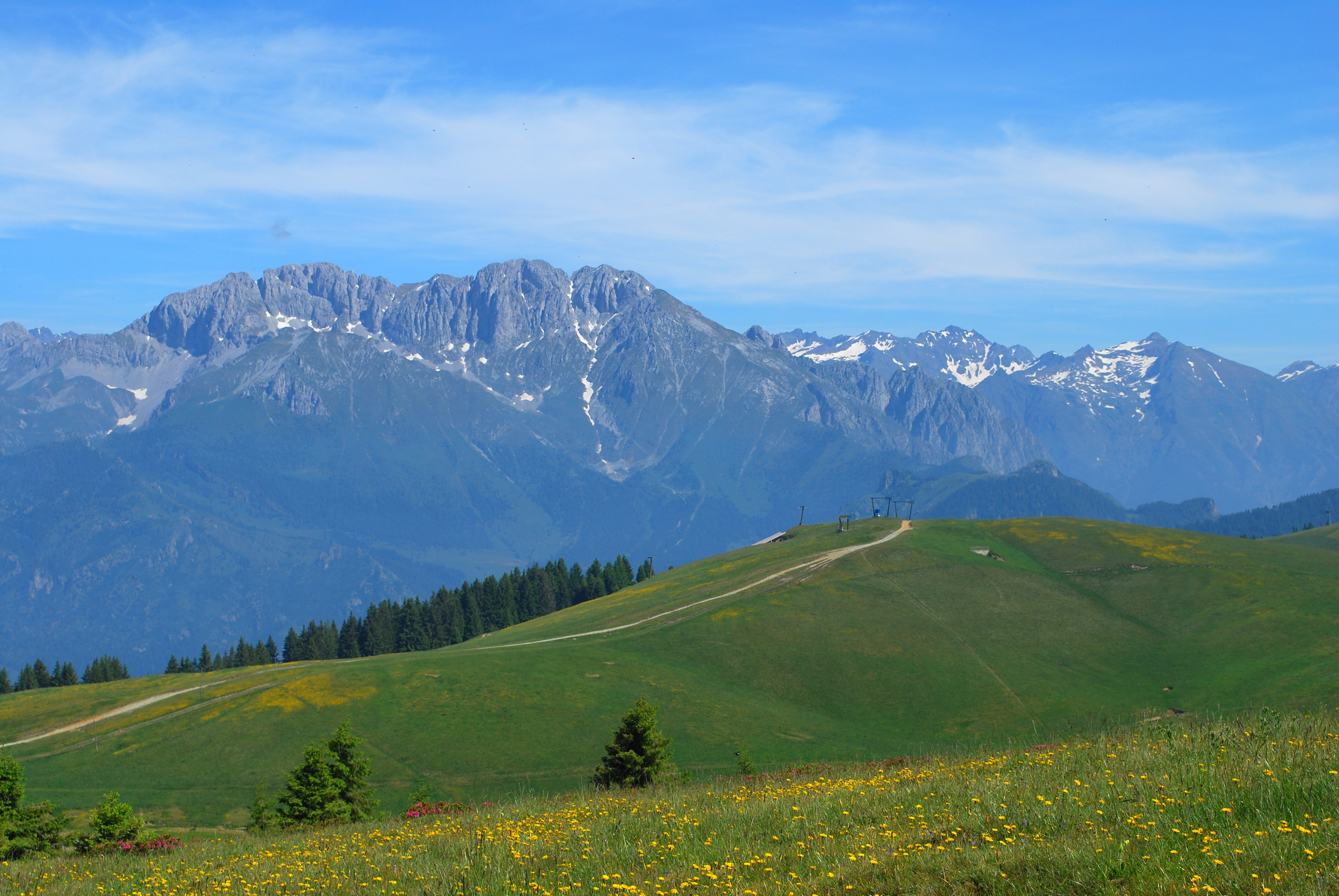
Presolana

Prealpi Bergamasche – grupa górska w Prealpach Włoskich, części Alp Wschodnich. Leży w północnych Włoszech, w regionie Lombardia (prowincje Lecco, Brescia i Bergamo). Najwyższym szczytem jest Concarena, który osiąga wysokość 2549 m. 
Prealpi Bergamasche sa częścią Alp Bergamskich.
Pasmo to graniczy z: Prealpi Luganesi na zachodzie, Alpami Retyckimi na północy i północnym wschodzie oraz z Prealpi Bresciane e Gardesane na wschodzie.
Najwyższe szczyty:
- Concarena - 2549 m,
- Presolana - 2521 m,
- Pizzo Arera -2512 m,
- Pizzo Camino - 2492 m,
- Monte Ferrante - 2427 m,
- Grigna - 2410 m,
- Grignetta - 2177 m,
- Cimone della Bagozza - 2407 m,
- Cima del Fop - 2322 m,
- Corna Piana - 2302 m,
- Cima di Menna - 2300 m.